# Conostomum magellanicum
Conostomum magellanicum är en bladmossart som beskrevs av Sullivant 1850. Conostomum magellanicum ingår i släktet Conostomum och familjen Bartramiaceae. Inga underarter finns listade i Catalogue of Life.